# 火星探測車機會號
《晚安奥比》（英語：Good Night Oppy）是一部由瑞安·怀特（Ryan White）执导，2022年上映的美国纪录片。

## 梗概
这是一部有关行星间探测器-机遇号火星漫游车，昵称为“奥比”（Oppy）的真实励志故事，原本预计它只能运行90天，但最终探索火星近15年。

## 出品
2021年3月，亚马逊影业、45度电影、安柏林电视和三角架传媒公司宣布联合制作《晚安,奥比》，这是一部关于火星探测车机遇号的专题记录片。